# Informatietijdperk
Het informatietijdperk (ook wel het computertijdperk of digitale tijdperk) is een historische periode vanaf de 20e eeuw die wordt gekarakteriseerd door de snelle verschuiving van de traditionele industrie naar een economie die draait om informatietechnologie.
De opkomst van het informatietijdperk werd aangewakkerd door de ontwikkeling van de transistor, die een fundamenteel onderdeel werd van alle moderne digitale elektronica. De digitale revolutie markeerde het begin van het informatietijdperk.

## Geschiedenis
De ontwikkeling van communicatie en de overdracht van informatie is een van de kenmerken van de menselijke beschaving. Na de uitvinding van de drukpers in 1450 door Johannes Gutenberg konden boeken door massaproductie snel verspreid worden om informatie en ideeën over te brengen.
Deze ontwikkeling werd versterkt in de 19e eeuw met de opkomst van de telegraaf en telefoon, gevolgd in de 20e eeuw door massamedia als radio en televisie, en ten slotte door informatica en internet.

## Kenmerken
Het belangrijkste kenmerk van het informatietijdperk is dat informatie in digitale vorm wordt opgeslagen en verzonden. Deze overgang wordt ook gekenmerkt door het belang van informatie als handelswaar. Alleen door elektronische gegevensverwerking en het uitwisselen van gegevens via het internet kon deze centrale positie worden bereikt. In plaats daarvan is het produceren van goederen minder van belang geworden voor de economie.
De overgang van het industriële tijdperk naar het informatietijdperk begon in de jaren 70 en 80 met de toenemende digitalisering van gegevens en het belang van verbonden netwerken.
De hoeveelheid digitale informatie die wordt opgeslagen groeit exponentieel, en heeft onder meer geleid tot het verschijnsel big data (massagegevens). Dit komt doordat consumenten zelf steeds meer data opslaan in de vorm van bestanden, foto's en films, en organisaties, overheden en bedrijven steeds meer data over burgers produceren en opslaan, maar ook doordat steeds meer apparaten zelf data verzamelen, opslaan en uitwisselen. Niet alleen de opslag van deze grote hoeveelheden informatie is een uitdaging, ook het analyseren van deze data speelt een steeds grotere rol.